# Blossia laticosta
Blossia laticosta är en spindeldjursart som beskrevs av Hewitt 1919. Blossia laticosta ingår i släktet Blossia och familjen Daesiidae. Inga underarter finns listade.